# 広田川 (矢作川水系)

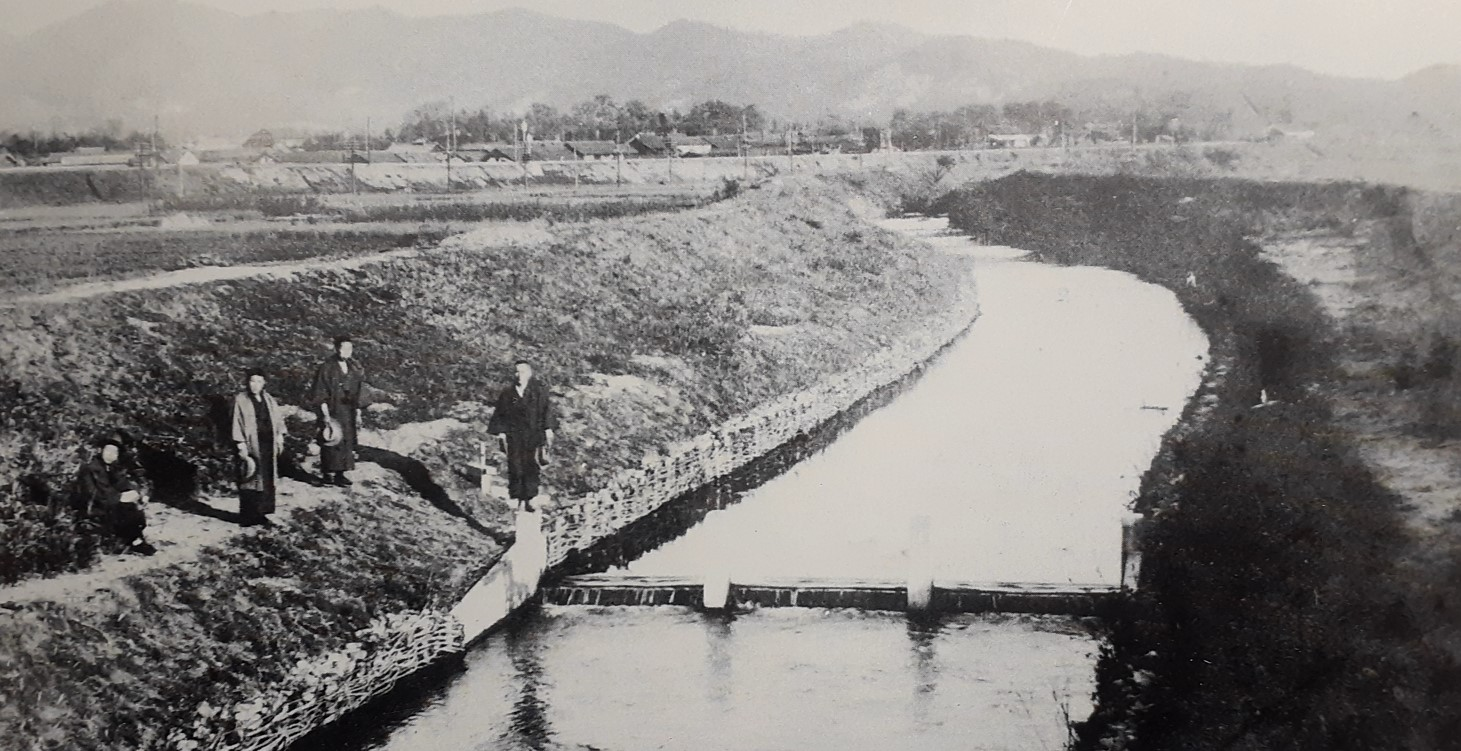
1940年（昭和15年）の広田川

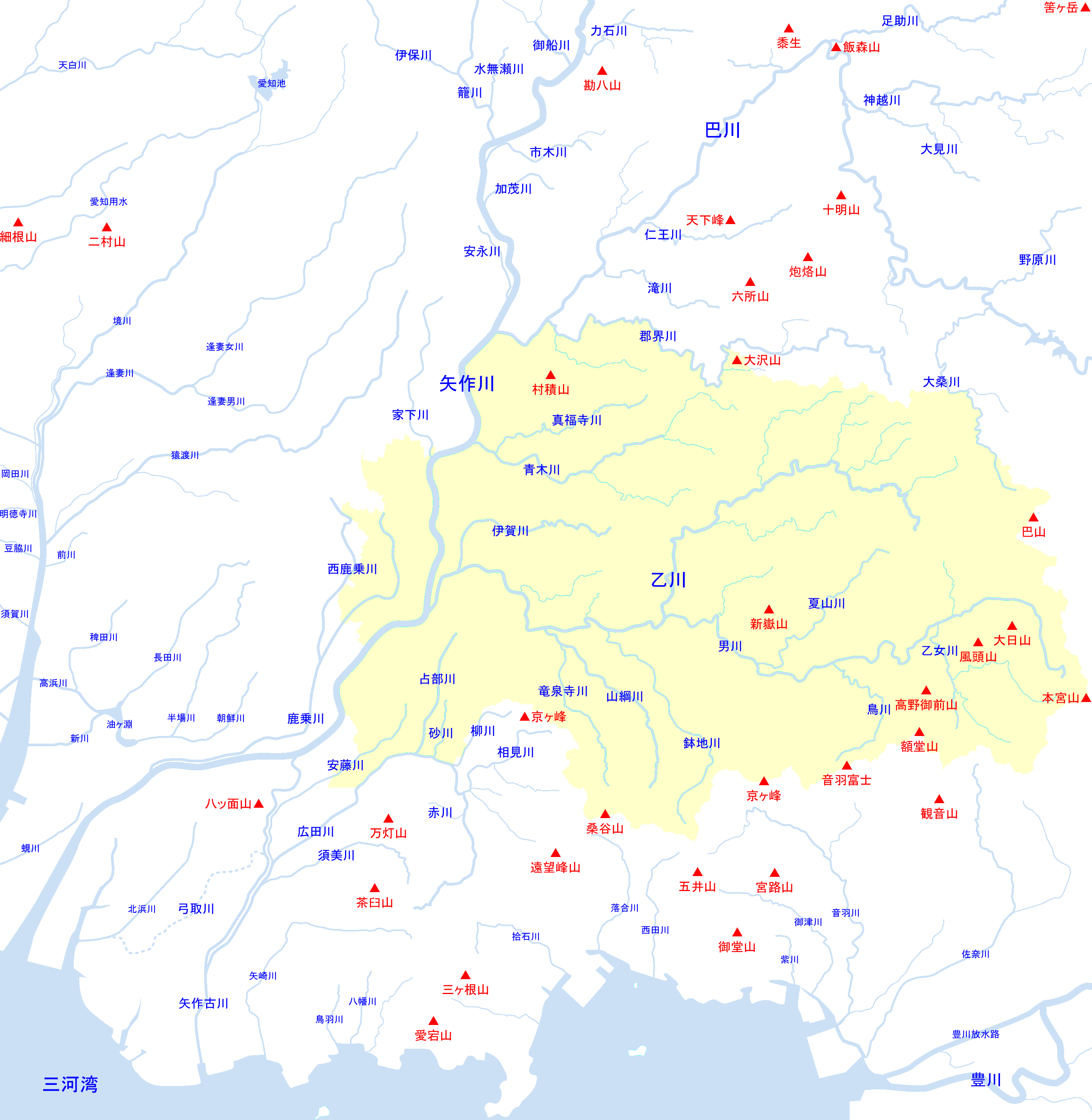
岡崎市周辺の地理

広田川（こうたがわ、こうだがわ）は、愛知県の西三河地方を流れる河川。矢作川水系矢作古川の支川であり、愛知県管轄の一級河川である。幸田町の名前の由来となった。

## 地理
愛知県額田郡幸田町南西部の山中に源を発し、周辺山地から幸田町中心部の低地に流れ込む赤川・相見川・柳川などの小河川を集める。万灯山の周囲を反時計回りに回りこみながら占部川などと合流して、西尾市花蔵寺町付近で矢作古川に合流する。流路延長は19.41km、流域面積は101.8km2。

## 歴史

### 矢作川左岸の湖沼地帯

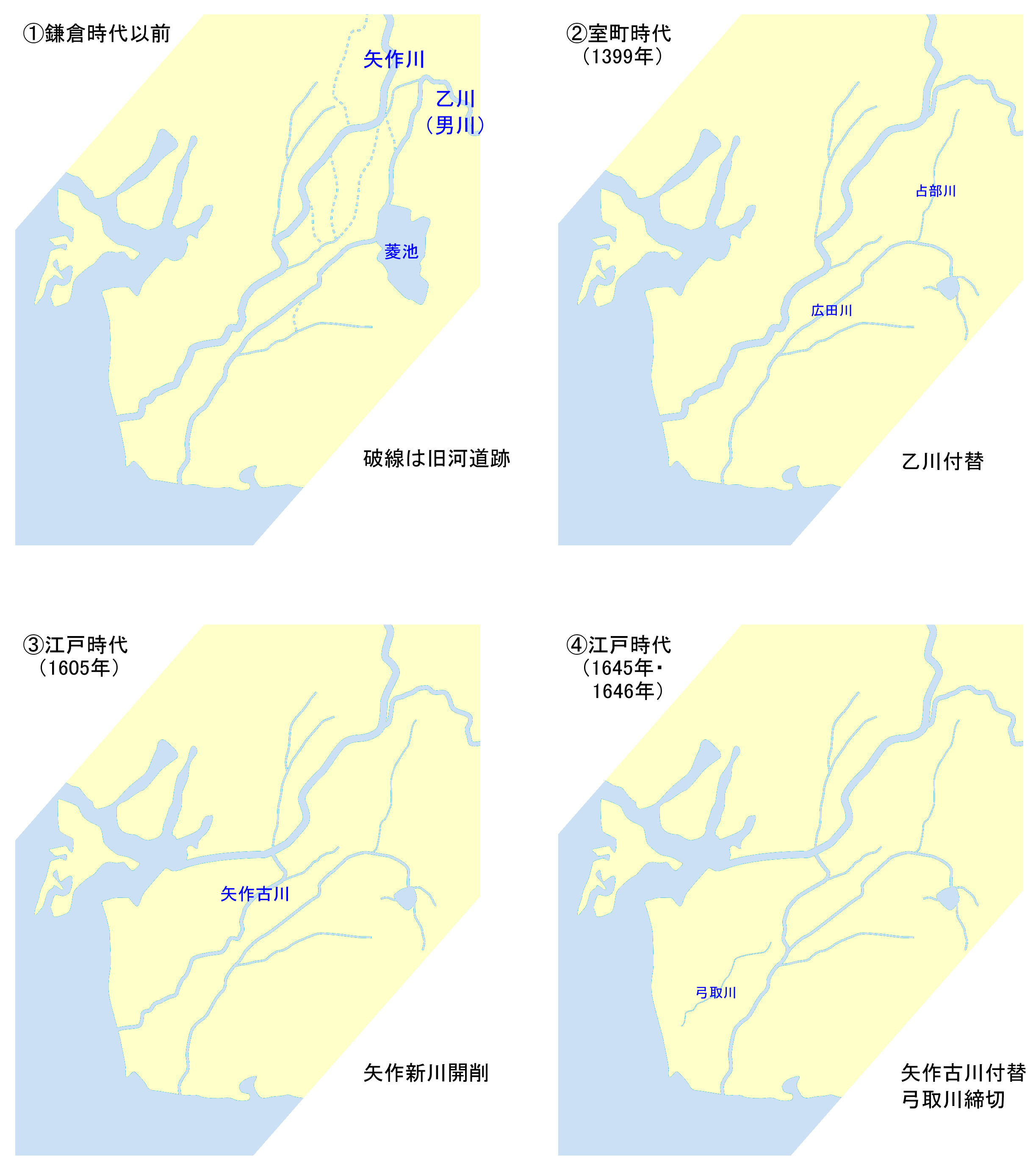
矢作川下流支派川の河川改修の歴史

矢作川左岸に位置する広田川筋および支川・占部川筋には、中世までは矢作川の派川や乙川が流れていた。現在の幸田町中心部付近の低地で周辺山地から流れ込む河川が合流していたが、この低地付近から流出する河川は広田川筋が唯一であり、周辺山地から流出する土砂の堆積により河道は広範囲にわたって湖沼化して「菱池（菱池沼）」が形成されていた。室町時代の1399年（応永6年）に乙川に「六名堤」が築かれると、広田川・占部川に矢作川・乙川の水は流れなくなる。
一方下流側では現在は矢作古川と合流しているが、かつての矢作川本流（矢作古川）は広田川とは合流しておらず、現在の矢作古川の最下流部は元々は広田川の下流部に相当する。広田川と矢作古川が合流することとなったのは1645年（正保2年）の「古川の川違い」によるもので、翌1646年（正保3年）に弓取川が締め切られたことで現在の河川状況となった。

### 相見川開削と菱沼干拓
乙川と切り離された後も、流出土砂の堆積による広田川の河床上昇は続いた。1862年（文久2年）に大規模な川ざらえが行われたものの解決とはならず、増水時の水量を調整する堰も築かれたものの下流側の村との争いも発生した。
1882年（明治15年）から1883年（明治16年）には安全に洪水を流すために相見川が開削され、次いで広田川の川底を掘って流れを良くすることが試みられ、1886年（明治19年）までに神野金之助によって菱池の干拓が進められた。

### 近代の水害
戦国時代に広田川流域を支配した松平家忠の日記（『家忠日記』）には、広田川の氾濫と堤防の復旧工事に関する記述が多くあり、当時から氾濫が頻発していた。
2000年（平成12年）9月の東海豪雨の際には、広田川でも氾濫浸水が起こった。2008年（平成20年）8月の平成20年8月末豪雨の際にも溢水氾濫や内水氾濫が起こり、広範囲に浸水被害が発生した。
2022年（令和4年）9月の台風15号の際にも、堤防が決壊し、少数では、あるが、家屋の浸水があった。

## 流域の自治体
愛知県
岡崎市、西尾市、額田郡幸田町